# '71 (فلم)
'71 هو فلم حركة و تاريخي و دراما تم انتاجه في المملكة المتحدة و صدر سنة 2014 بطولة جاك اوكونيل وشون هاريس وسام ريد.

## القصة
تتخلى الوحدة عن جندي بريطاني شاب في أعقاب شغب مرعب في شوارع بلفاست في عام 1971 ، حيث يرحل الجندي البريطاني غاري هوك مع كتيبة إلى إيرلندا، وقبل ذهابه يقضي يوماً مع أخيه الذي يعيش في دار الأيتام.
يذهب هوك وكتيبته لحفظ الأمن وذلك بردع مجموعة من المتظاهرين ومثيري الشغب، في حين يشاهد هوك قسوة شديدة من الشرطة الإيرلندية في التعامل مع بعض المطلوبين أثناء استجوابهم.
يجد هوك وزميل له نفسهما وسط جمهرة من المتظاهرين الذين يبدئون في الاعتداء عليهم بالضرب وقد تفرق أفراد الكتيبة وفقد أثرهم.
ليظل هوك وحيدًا تائهًا، ويجد نفسه مجبرا على أن يدافع عن نفسه لينجو من الخطر الموجود بالشارع.

## الميزانية و الإيرادات
كلف الفلم ميزانية تقدر بـ 8.2 مليون جنيه استرليني و حقق أرباح تقدر بـ 3.2 مليون دولار أمريكي

## طاقم الممثلين
- جاك أوكونيل بدور غاري هوك
- ريتشارد دورمر بدور إيمون
- تشارلي ميرفي بدور بريجيد
- ديفيد ويلموت بدور بويل
- شون هاريس بدور الكابتن ساندي براونينغ
- كيليان سكوت بدور جيمس كوين
- سام ريد بدور الملازم الثاني أرميتاج
- باري كيوغان بدور شون بانون
- بول أندرسون بدور الرقيب ليزلي لويس
- جاك لودن بدور تومسون ("ثومو")
- آدم ناجايتيس بدور جيمي
- مارتن مكان بدور بول هاجرتي
- بابو سيساي بدور عريف
- كوري ماكينلي بدور بيلي، طفل موالٍ
- بول بوبلويل بدور عريف التدريب
- إيمي مولوي بدور الأم في المنزل المداهم
- فالين كين بدور أورلا
- هاري فيريتي بدور دارين

## وصلات خارجية
- '71 على موقع IMDb (الإنجليزية)
- '71 على موقع ميتاكريتيك (الإنجليزية)
- '71 على موقع روتن توميتوز (الإنجليزية)
- '71 على موقع نتفليكس (الإنجليزية)
- '71 على موقع قاعدة بيانات الأفلام العربية
- '71 على موقع ألو سيني (الفرنسية)
- '71 على موقع أول موفي (الإنجليزية)
- '71 على موقع بوكس أوفيس موجو (الإنجليزية)
- '71 على موقع فيلمافينيتي (الإسبانية)
- '71 على موقع قاعدة بيانات الفيلم (الإنجليزية)